# Deutschlandsberg
Deutschlandsberg ausztriai város, Stájerország Deutschlandsbergi járásának központja. 2017 januárjában 11 640 lakosa volt.

## Elhelyezkedése

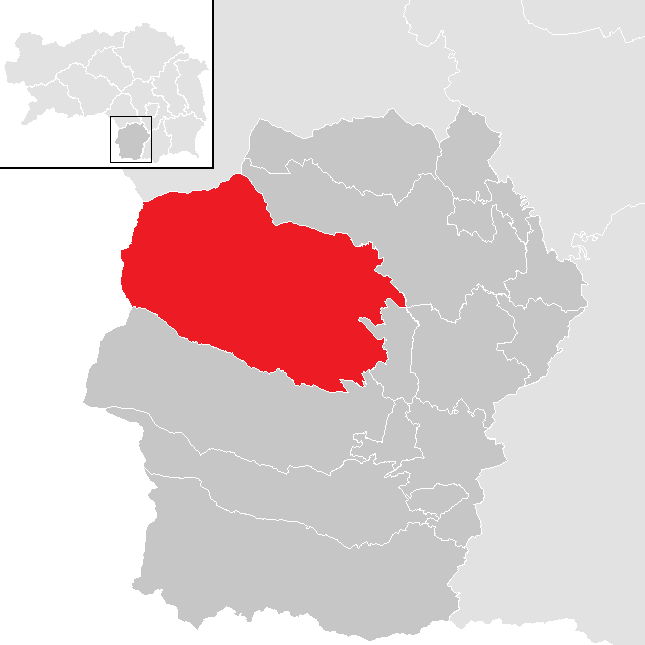
Deutschlandsberg a Deutschlandsbergi járásban

Deutschlandsberg városa a tartomány déli részén fekszik a Nyugatstájerországi-medence és a Koralpe-hegység találkozásánál, a Laßnitz folyó mentén. Kelet felé a hegység számottevő része is az önkormányzathoz tartozik. Az önkormányzat 32 katasztrális községben 67 városrészt, falut és egyéb településrészt egyesít.

A környező települések: északkeletre Stainz, keletre Groß Sankt Florian és Frauental an der Laßnitz, délre Bad Schwanberg, nyugatra Preitenegg, Frantschach-Sankt Gertraud és Wolfsberg (utóbbi három Karintiában), északnyugatra Hirschegg-Pack és Edelschrott.

## Története

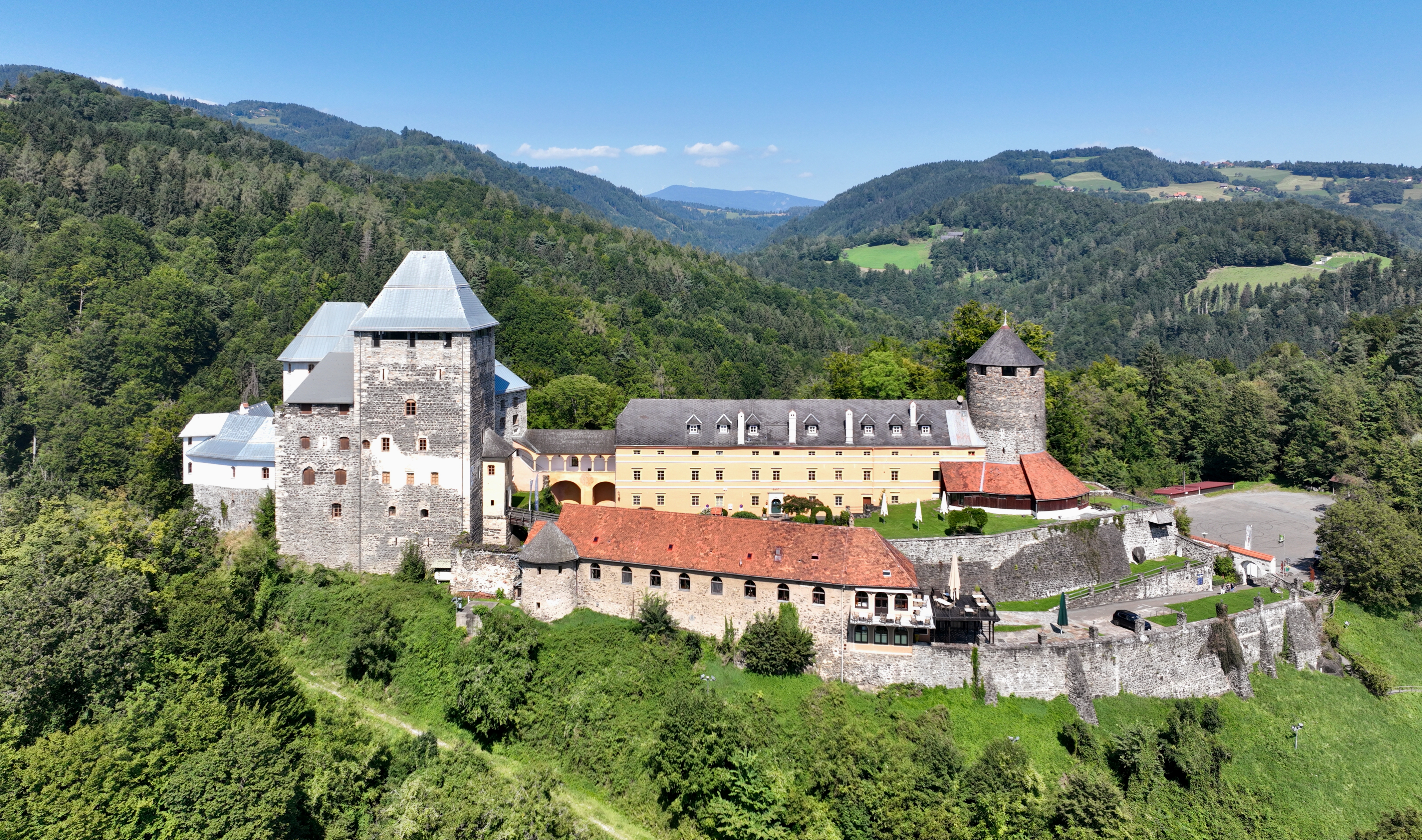
A deutschlandsbergi vár

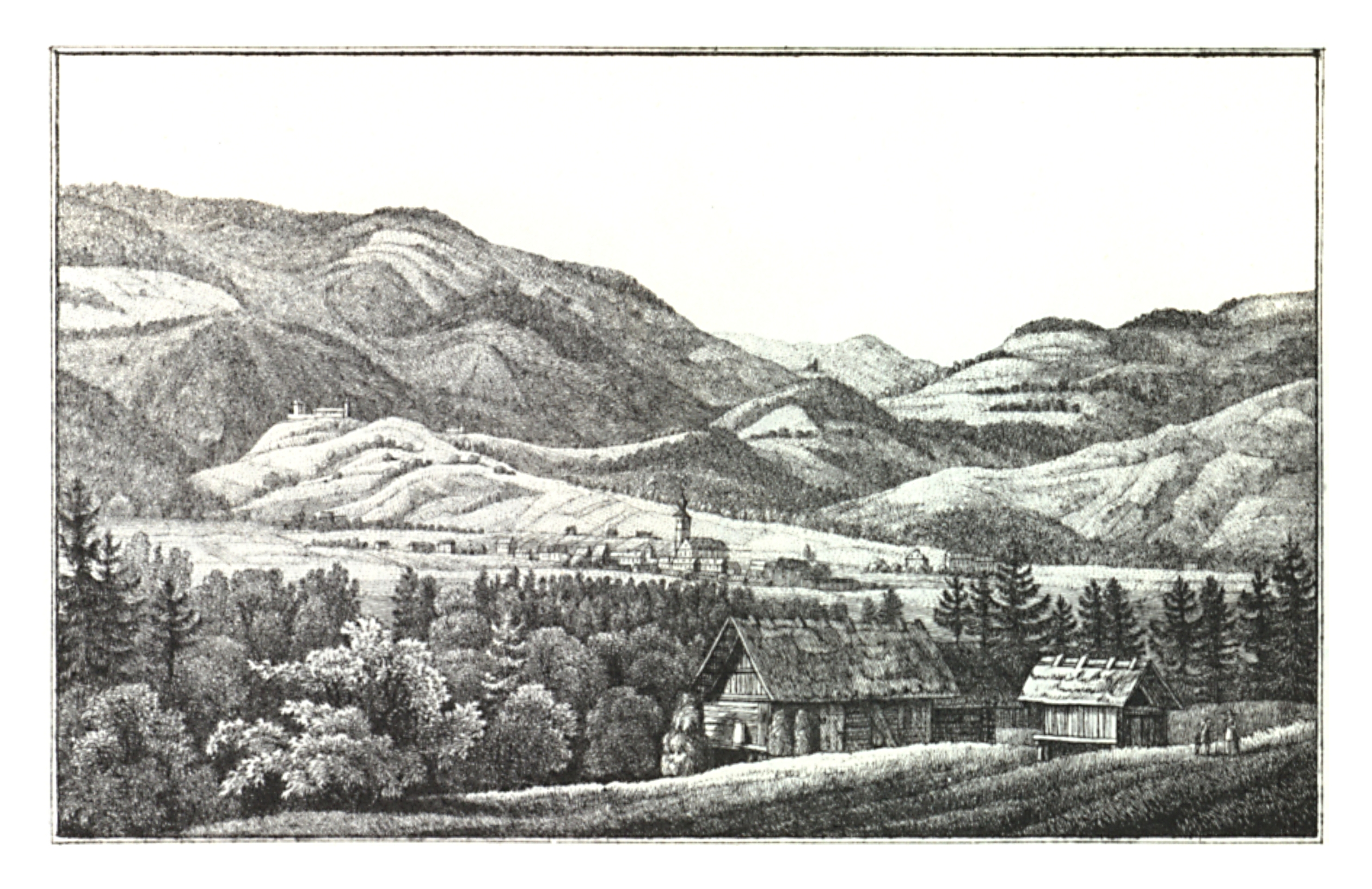
Deutschlandsberg 1825-ben

A várost a 19. századig Landsbergnek hívták és akkor tették elé a Deutsch jelzőt, hogy megkülönböztessék az alsó-stájerországi  Windisch-Landsbergtől (ma Podčetrtek Szlovéniában). 
Területe már az újkőkorban is lakott volt; a Wildbach patak völgyében tűzkőből eszközöket találtak. Később a kelta uperak törzs települt meg a Nyugat-Stájerország régióban (amely ma ténylegesen a tartomány déli részén található). Feltételezik, hogy a mai vár helyén kelta-római erőd állt, amely a középkorig használatban maradt. Innen 750 méterre délre, a Laßnitz túlsó partján a Kraxnerkogel hegyen szintén állt egy erőd, amelyben a rézkori Lasinja-kultúra idejétől kezdve szintén egészen a középkorig éltek. 
A kora középkorban Deutschlandsberg régiója a szláv Karantániához tartozott, de később meghódították az avarok. A karantánok ellenük a bajor herceg segítségét kérték, így a 8. században egyre inkább bajor befolyás alá kerültek. III. Tasziló herceg 788-as lemondatásával Bajorország betagozódott a Frank Birodalomba. A mai város területe a salzburgi érsek birtokába került. 
A vár első említése 1153-ból származik egy bizonyos Fridericus de Lonsberch nevében. A védelmében meghúzódó települést megbízhatóan 1322-ben említik először, de ekkor már mezővárosi jogokkal rendelkezett (egy Habsburg Rudolfnak tulajdonított 1280-as oklevélről kiderítették, hogy hamisítvány). 1292-ben a stájer nemesség a várban gyűlt össze, hogy megalapítsa a landsbergi szövetséget I. Albert herceg ellen. 
A vár volt a landsbergi uradalom és a salzburgi érsek helyi uralmának központja. Az uradalomhoz a kiterjedt legelőkön és erdőkön kívül 80 telek (Hube) és 20 tanya tartozott. Határai nem voltak pontosan megállapítva, a 14. században sok életet követelő, két évtizedig elhúzódó ún. "legelőháborúra" került sor a délre fekvő, a brixeni püspökséghez tartozó schwanbergi uradalommal. Stájerország 1492-es felosztásánál Landsberg a Mura-Dráva közti negyedbe (később Marburgi körzet) került. 1556-ig a landsbergi templom a Sankt Florian-i egyházközséghez tartozott; ekkor önálló vált. A város a 16-17. században saját törvényszékkel rendelkezett.   

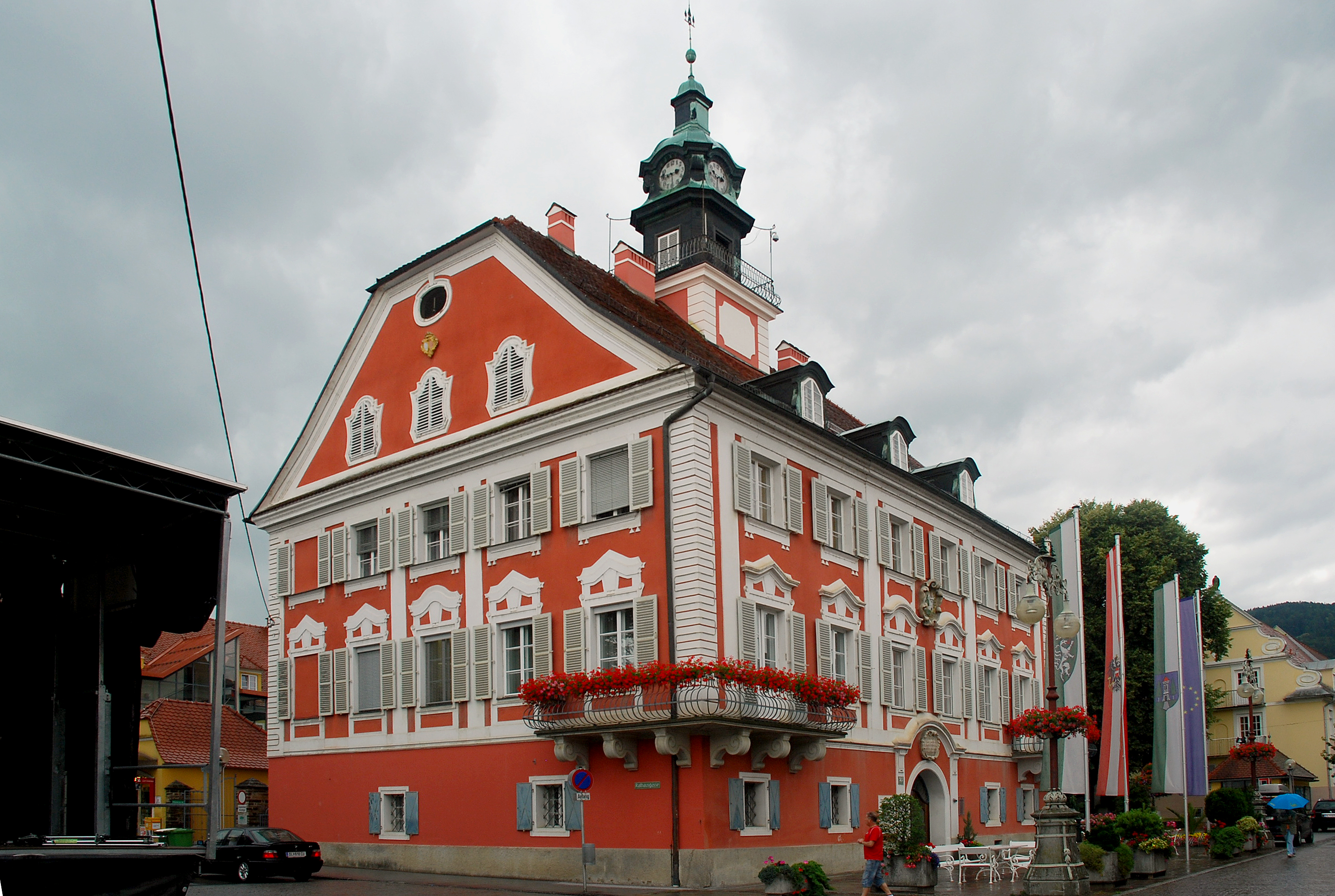
A városháza

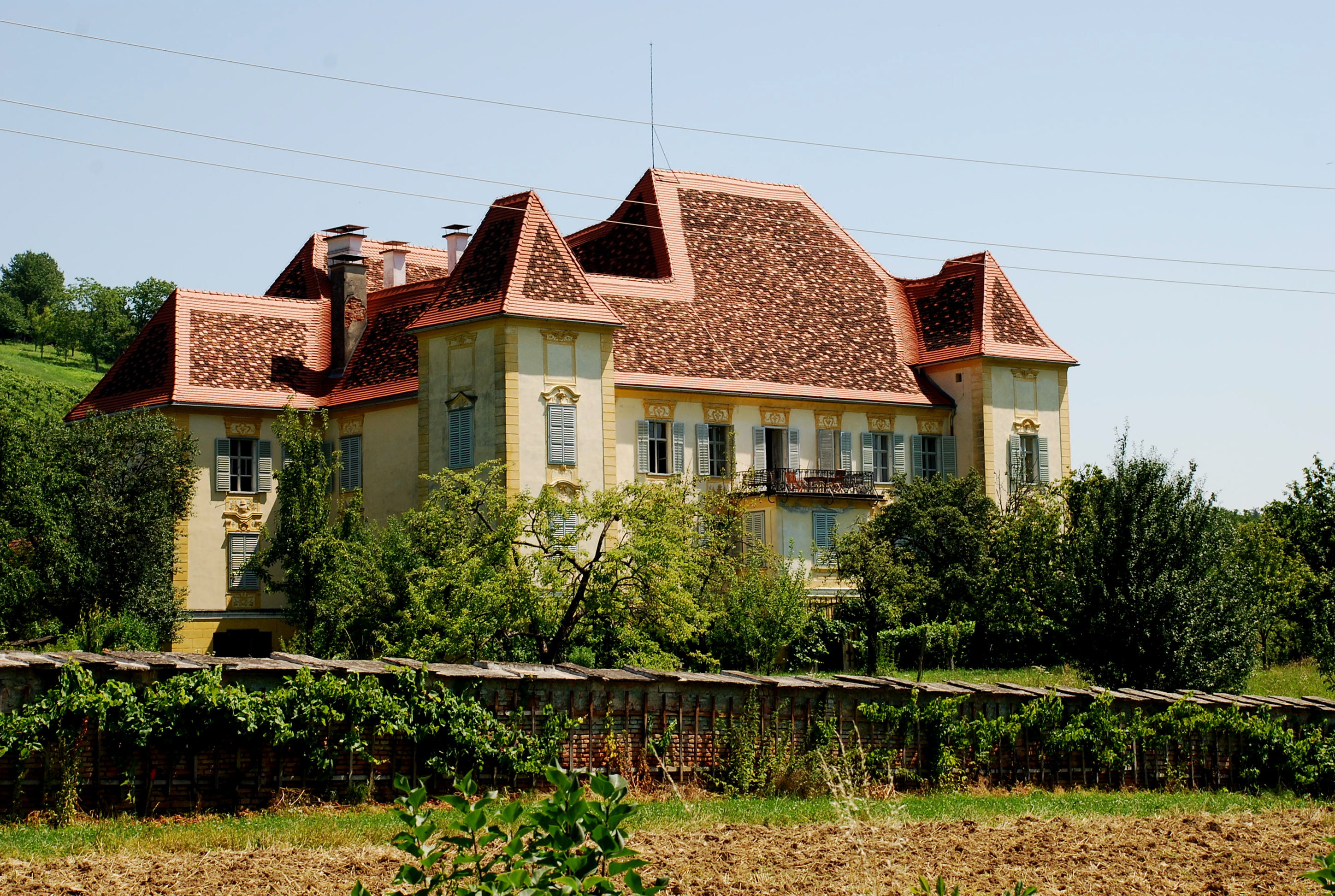
A wildbachi kastély

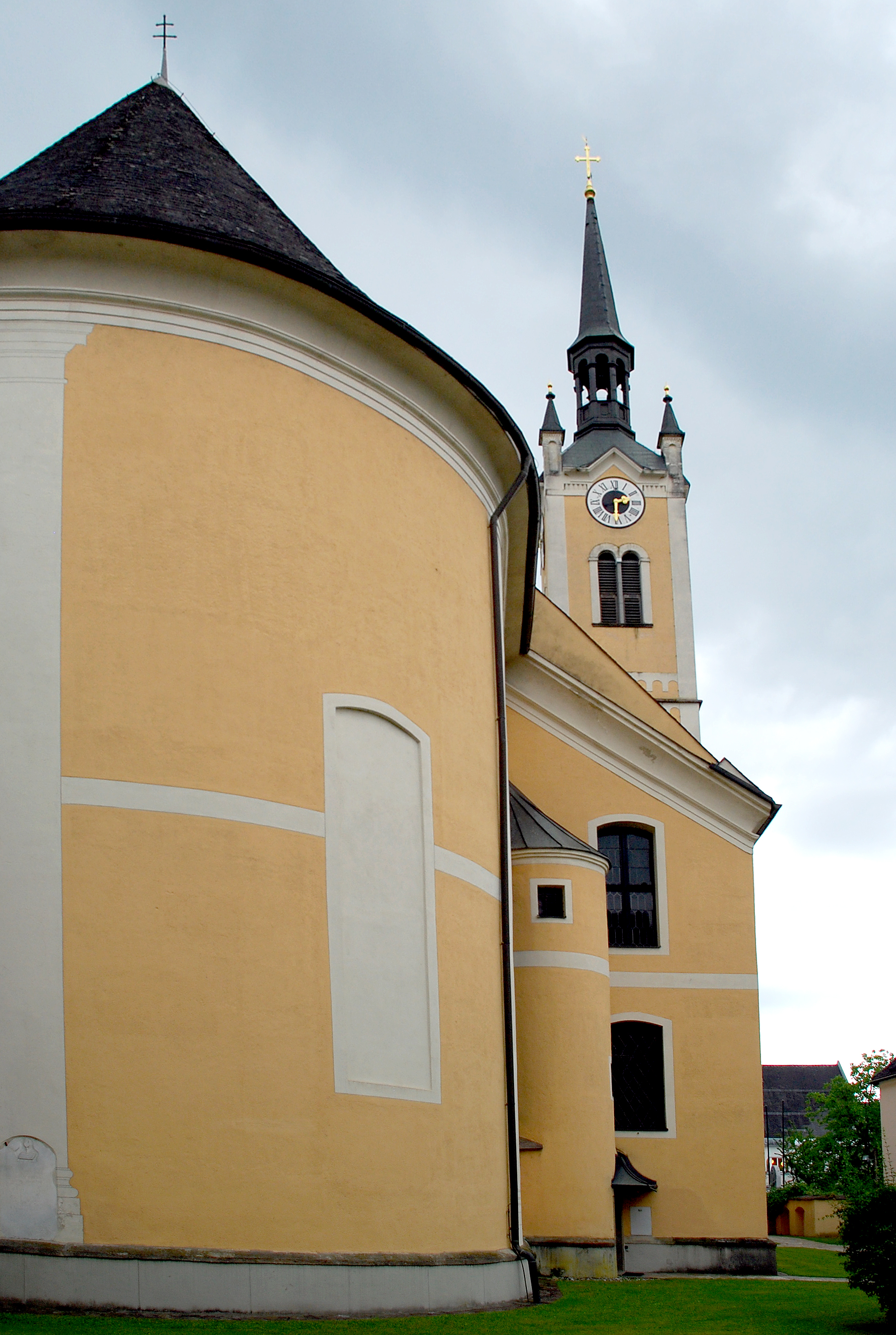
Deutschlandsberg plébániatemploma

1777-ben Martin Offner megnyitotta a város első sörfőző üzemét. A sörfőzésnek legalább 1322-ig visszanyúló hagyományai voltak a városban. A 19. században további üzemek nyíltak, de 1900 körül valamennyi tönkrement. 
Az 1849-es közigazgatási reform során a járásbíróság János főherceg nyomására a szomszédos Stainzba került (a főhercegnek ott volt birtoka és polgármesterré is megválasztották). A deutschlandsbergi járásbíróság 1868-ban jött létre. A városban a Liechtenstein hercegi család jelentős érdekeltségeket szerzett, a helyi fűrésztelep máig az ő birtokukban van.   
1918 októberében Károly császár városi rangra emelte a települést. A gazdasági világválság hatására a nemzetiszocialista mozgalom jelentős befolyásra tett szert és az 1932-es helyhatósági választáson az NSDAP bekerült a városi tanácsba. 1934 nyarán a nácik megpróbálták átvenni a hatalmat Ausztriában (ún. júliusi puccs). Deutschlandsberget megszállták a náci párttagok és szimpatizánsaik, körbevették a csendőrséget és a középületeket. A szintén jobboldali, de az osztrák függetlenséget és a kormányt támogató paramilitáris Heimwehr megpróbálta felmenteni a csendőrséget; a lövöldözésben három tagjuk és egy náci SA-legény meghalt. A puccs bukása után 46 főt tartóztattak le az államcsínyben való részvételük miatt, 36 másik elmenekült. 
Az 1938-as Anschlusst lelkesen fogadták Deutschlandsbergben, az örömben csak okozott csalódást, hogy a náci párt helyi körzetének központja Stainzba került. A deutschlandsbergiek minden befolyásukat bevetették és ingyen épületet ajánlottak fel a pártközpont számára, amely 1938 végén mégis a városba költözött. 
A második világháború végén, 1945 május 7-én a brutalitásáról hírhedt náci körzetvezető, Hugo Suette elmenekült. Deutschlandsberget egy napra jugoszláv partizánok és az Osztrák Szabadságfront szállták meg, majd május 10-én bevonult a Vörös Hadsereg. A szovjetek több vlaszovistát, keleti kényszermunkást, de helyi civileket is letartóztattak és agyonlőttek. Sírjaikat csak 1952-ben találták meg. 1945 júliusától a szövetségesek megegyezésének megfelelően Deutschlandsberg a brit megszállási zónába került.  
1941-ben a városi önkormányzathoz csatolták Bösenbach községet, 1970-ben Wildbachot, 1974-ben pedig Sulz-Laufenegget. A 2015-ös stájerországi közigazgatási reform során Deutschlandsberghez kerültek még Bad Gams, Freiland bei Deutschlandsberg, Kloster, Osterwitz és Trahütten községek is. 
1999. január 24-én Deutschlandsberg közelében egy magyar középiskolás diákokat szállító busz balesetet szenvedett, amelyben 18-an meghaltak, 27-en pedig megsérültek. 
2009. március 10-én az osztrák belügyminisztérium egyik helikoptere ütközött egy háznak a városban. A pilóta a kórházba szállítás után, egy rendőrtiszt pedig egy héttel később halt bele sérüléseibe. Egy utas súlyosan megsérült.

## Lakosság
A deutschlandsbergi önkormányzat területén 2017 januárjában 11 640 fő élt. A lakosság 1961 óta (akkor 10 325 fő) folyamatosan gyarapodik. 2014-ben a helybeliek 94,2%-a volt osztrák állampolgár; a külföldiek közül 2% régi EU-tagállamból (2004 előtti), 2,2% új EU-tagállamból, 1% pedig Szerbiából, Boszniából vagy Törökországból érkezett. A munkanélküliség 3%-os volt.

## Látnivalók

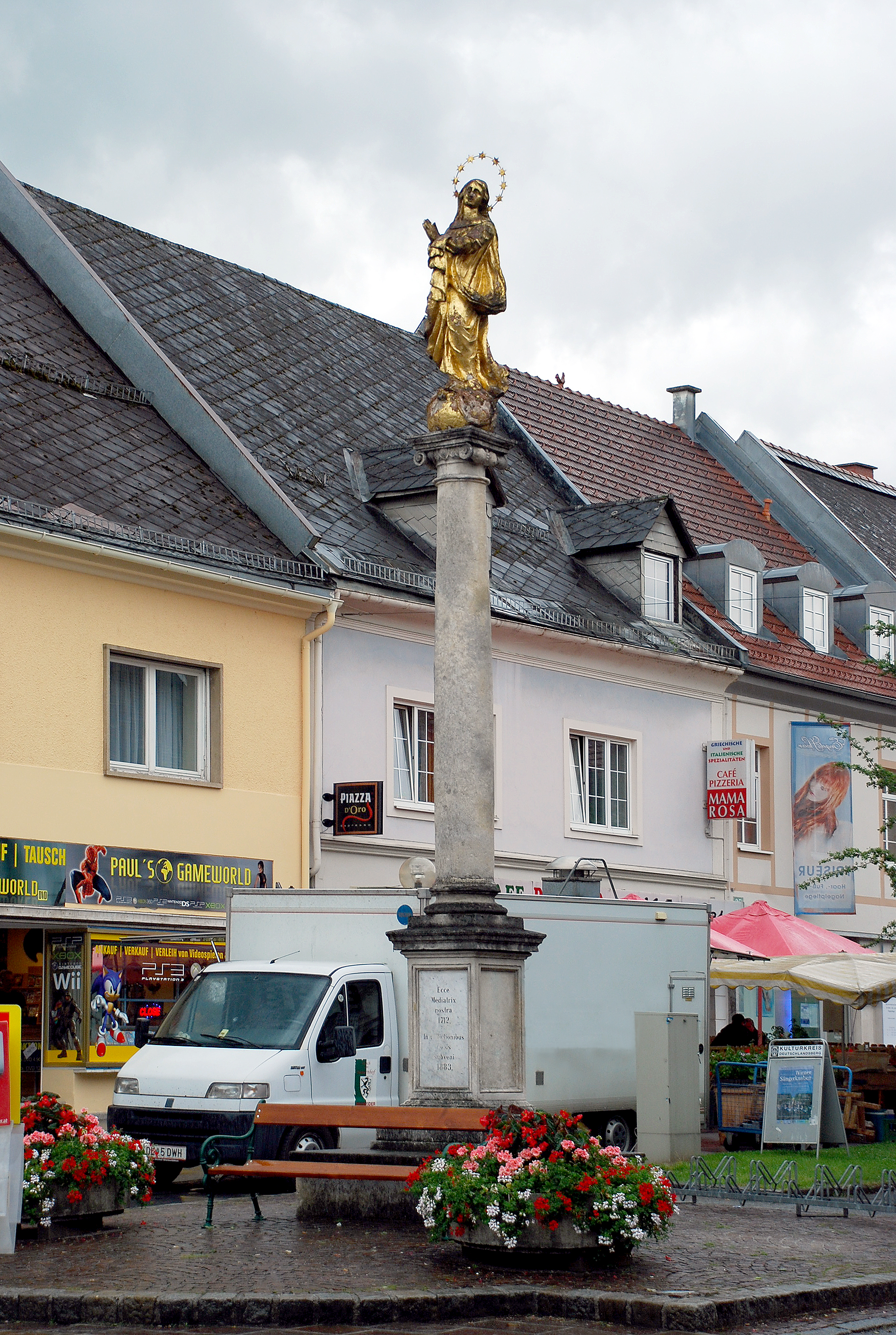
Mária-szobor a főtéren

- a deutschlandsbergi vár 1932 óta a város tulajdona és 1981 óta múzeum (Archeo Norico) működik benne.
- a wildbachi kastély
- a városháza a 18. században nyerte el mai barokk-klasszicista külsejét. A város 1920-ban vásárolta meg és azóta az önkormányzat központjául szolgál
- a katolikus plébániatemplom helyén már 1383-ban épült egy kápolna. Mai formáját az 1688-1701 között átépítés során nyerte el. Tornya 1867-ben készült.
- Freiland bei Deutschlandsberg plébániatemploma
- Osterwitz plébániatemploma
- Trauhütten plébániatemploma
- az 1714-ben felszentelt Mária-oszlop a főtéren
- a Klause védett szurdok a várostól nyugatra
- Deutschlandsberg főtere és a környező utcák a hágai egyezmény értelmében védett zónának minősülnek fegyveres konfliktus esetén.

## Híres emberek
- II. Ferenc József (1906–1989), Liechtenstein fejedelme 1938 és 1989 között
- Irmgard Griss (1946–) jogász, az Osztrák Legfelsőbb Bíróság volt elnöke
- Chrissi Klug (1989–) énekesnő

## Fordítás
- Ez a szócikk részben vagy egészben  a   Deutschlandsberg című német Wikipédia-szócikk ezen változatának fordításán alapul.  Az eredeti cikk szerkesztőit annak laptörténete sorolja fel. Ez a jelzés csupán a megfogalmazás eredetét és a szerzői jogokat jelzi, nem szolgál a cikkben szereplő információk forrásmegjelöléseként.